# Tower of Fantasy
Torre de Fantasia (chinês simplificado: 幻塔, pinyin: Huàn Tǎ, lit. ‘Fantasy Tower’) é um RPG free-to-play, de mundo aberto, desenvolvido pela Hotta Studio, uma subsidiária da Perfect World. O jogo se passa em um futuro distante no planeta extraterrestre “Aida", contaminado com uma energia radioativa misteriosa, mas potente, chamada Omnium, após um cataclismo que quase destruiu a civilização humana e mudou a ecologia do planeta. O jogador interpreta um andarilho que explora o mundo e luta contra criaturas mutantes e forças hostis à medida que avançam na história.

## Jogabilidade
Tower of Fantasy é um RPG de ação de “mundo compartilhado” em 3D jogado com uma visão de 3ª pessoa. O jogador controla um avatar de personagem personalizável que interage com NPCs e outras entidades enquanto viaja pelo mundo e coletando itens. O personagem do jogador pode correr, pular, escalar, nadar e pode equipar vários veículos para se movimentar pelo mundo. Os movimentos especiais do personagem, com exceção da corrida, são limitados por uma barra de resistência regeneradora que se esgota lentamente à medida que continuam nesse modo de movimento. À medida que o personagem do jogador interage com o mundo e a história, ele ganha pontos de experiência que aumentam seu nível e melhoram suas estatísticas de combate.
O jogador luta contra inimigos com várias armas equipáveis através de um sistema de combate hack-and-slash, onde o personagem do jogador troca de armas para acessar seus ataques e habilidades únicas. Até 3 armas podem ser equipadas e podem ser trocadas a qualquer momento. Cada arma tem um ataque básico e um ataque carregado, e pular no ar permite ataques aéreos que consomem resistência e uma forma de ataque de queda. Armas de longo alcance têm um modo básico de ataque de alvo automático e um modo de mira. As armas também têm uma habilidade única baseada em cooldown. À medida que o jogador ataca os inimigos, as armas inativas acumulam carga e, ao trocar de armas, desencadeiam um poderoso ataque de descarga. Para evitar ataques inimigos, o jogador pode se esquivar em qualquer direção, mas é limitado por um medidor de resistência de esquiva. Cronometrar uma esquiva logo antes de um ataque inimigo acertá-lo, ativa o modo 'fantasia'. Nesse modo, o tempo e todos os inimigos dentro de um determinado raio são congelados por alguns segundos e bem como carrega totalmente as armas alternativas do jogador, dando ao jogador uma janela de tempo para causar dano massivo enquanto seus inimigos estão imobilizados. 
Existem diferentes tipos de armas e cada arma também tem uma das 3 funções (ofensiva, defesa, suporte) e várias estatísticas que afetam como elas funcionam no jogo. Além dos valores básicos de dano, as armas têm um tipo de ataque elemental (fogo, gelo, volt e físico), uma estatística de estilhaçamento que afeta sua eficácia para quebrar escudos e uma estatística de carga que afeta a rapidez com que as armas carregam suas habilidades de troca. Um ataque elemental pode ser ativado carregando um ataque e, quando usado, concede certos efeitos e debuffs contra inimigos. Equipar armas com certas combinações de funções também cria Ressonância de Arma que concede vários buffs. Certas armas, conhecidas como Simulacrum, possuem uma representação de IA de seus antigos portadores. Além de ter alto potencial de atualização, o personagem pode ser ativado para transformar o personagem do jogador no personagem nele e obter acesso às suas características únicas. A atualização desses Simulacra também desbloqueia conteúdo que permite ao jogador aprender sobre os personagens.  
Como um RPG de “mundo compartilhado”, os jogadores no mesmo servidor coexistem e podem encontrar outros jogadores na mesma instância do mundo do jogo. Tower of Fantasy suporta modos cooperativos onde até 4 jogadores no mesmo servidor podem se juntar para jogar juntos para explorar o mundo, completar missões gerais ou específicas para vários jogadores ou lutar contra chefes do mundo e PvP. Os jogadores podem desafiar uns aos outros para duelos em combate de mundo aberto ou lutar em um modo de arena para avançar na tabela de classificação e obter recompensas especiais.

## Enredo
Em 2316, a humanidade descobriu o planeta extraterrestre habitável Aida e, diante da escassez de recursos e de um ambiente em colapso na Terra, enviou uma espaçonave colônia em uma jornada interestelar de mais de 200 anos para estabelecer uma colônia humana no planeta. Em 2653 o cometa Mara é descoberto e dentro dele uma vasta reserva de uma potente energia chamada Omnium. Para capturar o cometa e aproveitar essa energia, a Torre da Fantasia é construída, mas apenas 5 anos após sua conclusão uma explosão de energia Omnium irradia Aida e devasta a civilização humana no planeta. Parte da humanidade sobrevive graças a 'supressores' desenvolvidos para neutralizar a radiação, e a organização científica Hykros é formada para permitir que a humanidade se adapte e utilize Omnium. Em oposição a Hykros, surge uma organização sombria que atende pelo nome de Herdeiros de Aida, que vê Omnium como uma fonte de miséria e mal então luta contra Hykros para acabar com a pesquisa Omnium. Enquanto isso, a vida no planeta se transforma gradualmente em formas de vida cada vez mais agressivas e poderosas que representam uma ameaça perigosa para os sobreviventes.  
Cerca de 50 anos após o cataclismo, o jogador e um companheiro não identificado estão explorando uma instalação em ruínas em uma missão não especificada quando são atacados por monstros semelhantes a cães. O jogador e o companheiro se separam e o jogador sobrevive aos monstros, apenas para o supressor ficar sem energia e o jogador cair inconsciente. O jogador então acorda no posto avançado do Astra Shelter na presença de seu líder Zeke e sua irmã Shirli, sem nenhuma lembrança de seu passado.